# Niviventer cameroni
Niviventer cameroni är en däggdjursart som först beskrevs av Frederick Nutter Chasen 1940. Den ingår i släktet Niviventer och familjen råttdjur. IUCN kategoriserar arten globalt som sårbar. Inga underarter finns listade i Catalogue of Life.

## Beskrivning
Arten är en medelstor råtta som har ett långt, kraftigt huvud med stora tänder. Den har klart rödbrun päls på ovansidan, blandad med många styva, spetsiga hår och svarta täckhår. Undersidan är vit. Svansen saknar någon tofs längst ut, och är tvåfärgad med brun ovansida och vit undersida. Det förefaller dock finnas vissa individer som har partiet närmast svansroten mörkbrunt på undersidan.

## Utbredning
Utbredningsområdet är litet; det består bara av ett fragmenterat område på omkring 15 000 km2 i Cameron Highlands i delstaten Pahang på Malaysia (Malackahalvön).

## Ekologi
Niviventer cameroni är en bergsart, som lever på höjder mellan 1 500 och 2 000 meter i tropisk urskog. Arten är hotad, och har av IUCN rödlistats som sårbar ("VU"). Främsta skälen är dess mycket fragmenterade utbredning och habitatförlust till följd av uppodling för teplantager och grönsaksodlingar samt vägbyggnad.

## Taxonomi
Arten ansågs tidigare vara en underart till råttan Niviventer rapit, kallad Niviventer rapit cameroni, men då den skiljer sig från N. rapit genom sitt större huvud och tanduppsättning samt har en annorlunda svans, betraktas den i dag som en egen art.